# Costantino il Vincitore
Costantino il Vincitore è un saggio storico di Alessandro Barbero pubblicato nel 2016 da Salerno Editrice.

## Descrizione
Il libro è una estesa biografia ragionata sulla base delle fonti storiche riguardanti l'imperatore romano Costantino. Tale saggio si segnala come una disamina approfondita delle fonti storiche che testimoniano l'attività dell'imperatore, ed è connotato da riflessioni originali circa la problematicità di tali fonti. Il ritratto dell'imperatore che ne consegue mostra, pertanto, tratti meno precisi rispetto alla maggior parte delle biografie tradizionali sullo stesso personaggio, che tentano sovente di ricostruire una figura meno contraddittoria del ritratto di Barbero, tipicamente a partire dall'estrapolazione di una scelta ragionata di fonti.